# یک مایل در چهار دقیقه
یک مایل در چهار دقیقه (انگلیسی: 4 Minute Mile) یک فیلم سینمایی آمریکایی در ژانر درام محصول سال ۲۰۱۴ میلادی به کارگردانی چارلز-الیویه میشیاد است که توسط جوش کمپبل و جف ون وی نوشته شده‌است و با بازیگری: ریچارد جنکینز، کلی بلاتر، آنالی تیپتون، کیم بیسینگر و کم جیجاندت همراه می‌باشد.

## اسامی بازیگران
- کلی بلاتز - درو جاکوبز (۲۶ ساله) - دونده پیست نوجوان
- ریچارد جنکینز - مربی جیمز کلمن (۶۷ ساله) - همسایه رکلوز
- کیم باسینجر - کلر ژاکوبز (۶۰ ساله) - مادر
- کام گیگاند - وس جاکوبز (۳۱ ساله) - برادر بزرگتر
- آناله تیپتون - لیزا (۲۵ ساله) - دوست دختر
- ریس کوبرو - الی - (۳۵ ساله) - فروش مواد مخدر

## خلاصه داستان
یک مربی سابق ورزشی که خودش بخاطر مشکلی که برای پایش پیش آماده و دیگر قادر به دویدن نیست، قصد آموزش جوانی با استعداد را دارد و در نهایت آن جوان، موفق میشود رکورد استاد خودش را هم بزند…